# James Drummond
James Drummond (bautizado el 8 de enero de 1787 – 26 de marzo de 1863) fue un botánico y naturalista australiano, un pionero en Australia Occidental.

## Primeros años
James Drummond nace en Inverarity, cerca de Forfar, Angus, Escocia, a finales de 1786 o principios de 1787. Su padre, Thomas, era jardinero en la "Estancia Fotheringham". Poco se sabe de esos año, pero seguramente siguió el curso usual de aprendiz hasta "calificar" como jardinero. En 1808, es empleado por Mr Dickson (probablemente fuera George Dickson de Leith Walk, Edinburgo). A mediados de 1808, Drummond (21 años) es curador del Jardín botánico establecido por la Cork Institution, en la ciudad de Cork, Irlanda. Al tiempo en que el gobierno funda el jardín, uno de sus propósitos fue testear y propagar especies vegetales para beneficio de los granjeros del sur de Irlanda. Además de este deber hortícola, Drummond descubre varias especies de plantas que previamente no se las conocía de Irlanda. En 1810 Drummond es electo asociado de la Sociedad linneana de Londres. Ese año se casa con Sarah Mackintosh, con quien tendría seis hijos.

## Colonia del río Swan
En 1828, en medio de una recesión económica, el gobierno británico deja de financiar el jardín botánico, y Drummond se halla desempleado y con seis hijos y mujer. Al poco tiempo, consigue un puesto como Naturalista Gubernamental en la pronto a establecerse en Swan River Colony, Australia. Era un puesto honorario, pero Drummond entendía que si se decidía establecer un Jardín público en la Colonia, le asignarían un salario como Superintendente del Jardín.
Drummond y su familia navegan al río Swan con otros oficiales coloniales a bordo del Parmelia. Arribados, se arma un sitio temporario de asentamiento en isla Garden. Informado que no se moverían por varios meses, Drummond establece el Jardín allí en la isla.
Bajo las condiciones coloniales de adquisición de tierras, Drummond compra tierras valuadas en £375, escriturando 20.000 ha . Su primera actividad agrícola la hizo en 40 ha de rico suelo aluvial en Guildford, en la confluencia de los ríos Helena y Swan. Toma posesión de esa tierra el 16 de noviembre de 1829, y establece un criadero de plantas público, probablemente con vista a conseguir una puesto salarial de Superintendente. Sin embargo, cuando Drummond solicita permiso al Gobernador, Capitán James Stirling, para transferir algunas de sus plantas de isla Garden, no consigue el permiso, y se le informa que el alamcenero, John Morgan, tomará el control del criadero de isla Garden. Drummond finalmente abandona el sitio Guildford.
Luego Drummond recibe permiso para seleccionar 400 ha de su propiedad en el río Swan. Elige un sitio que hoy es un suburbio de Perth Ascot, consistente en un frente al río e inundables. Luego solicitaría más tierras en el río Avon, al sur de Beverley, pero luego cambia de idea, y lo cambia en el río Helena, probablemente cerca delhoy sitio de Mundaring Weir.
En julio de 1831, Stirling decide establecer un Jardín Público y Criadero adyacente. Y lo contrata a Drummond en el puesto de Superintendente y un salario anual de £100 , y le da alojamiento allí. Al año siguiente, Stirling recibe instrucciones del Oficial Colonial de que el puesto de Naturalista Gubernamental debería abolirse. Stirling consigue retrasar esta decisión. Stirling también va a Inglaterra para discutir con el Oficial Colonial en persona. Y retorna en junio de 1834, y le informa a Drummond que el Oficial insiste en abolir el puesto. y también es instruido de dejar la casa del Jardín, pues Stirling ha decidido construir la Casa Gubernamental en el sitio. Esta situación degenera en una disputa, y Drummond debe resignarse. Finalmente se retira de Perth a su finca en el valle Helena, donde se establece con un criadero y viñedos.

## Colectando para Mangles
En julio de 1835, James Mangles le escribe a George Fletcher Moore si puede ayudarlo a obtener semillas y plantas de la flora de Australian Occidental. Moore responde que puede venderle cien paquetes de diferentes clases de semillas del hijo de Drummond Johnston, quien había heredado de su padre el gusto por recolectar. Moore envía las simientes a Mangles, y Mangles le envía a Moore dos cajas de plantas raras y/o útiles, pidiéndole a Moore que devuelva las cajas llenas de plantas de Australia occidental. Como Moore dudaba de su habilidad para mantener las plantas vivas, y no tener tiempo para recolectar especies para Mangles, le pasa ambos objetivos a James Drummond, y escribiéndole a Mangles para presentar a Drummond como buen botánico y recolector. Al conocer de las dificultades financieras de Drummond, queda de acuerdo en hacerse cargo del flete de las cajas.
En septiembre de 1835, Drummond le envía una carta a Mangles, incluyendo semillas de especies que había colectado al explorar el valle Helena. Y también acompaña tres muestras de suelo de diferentes partes de su granja, y le encarga a Mangles que les haga un análisis químico de ellas.
La primera caja de especímenes enviadas por Drummond contiene tubérculos de orquídeas, aunque Drummond dudaba que sobrevivieran el viaje.
El buque con cartas y plantas de Mangles arriba en septiembre de 1837, y Drummond le envía otra caja de tubérculos de orquídeas y plantas secadas. De nuevo los tubérculos son destruidos por insectos, pero las planats secas arriban intactas. Mangles se las da a John Lindley, quien describe un número de nuevas especies, estableciendo una reputación a Drummond de buen colector botánico.
Drummond continua recolectando para Mangles, haciéndole llegar una enorme colección de plantas vivas. Y también le envía de más para poderlas vender en su nombre. Despacha esas colecciones en
el Joshua Carroll en septiembre de 1838. Mientras tanto, Mangles se ha cansado de las "actitudes comerciales de Drummond hacia la Botánica" (Hasluck, 1955), y comienza a aceptar otras colecciones como las de Georgiana Molloy. Apenas salido el Joshua Carroll, Drummond recibe una carta de Mangles donde le informa que declina en disponer de sus especímenes. Y al recibir Drummond esas colecciones, Mangles se las pasa a Lindley, quien le comunica a Drummond si puede disponer de ellas; así las colecciones son divididas en sets y vendidas por Bentham, pero transcurrirán muchos años antes que Drummond recibiera el pago.

## Granjero en Toodyay
In 1836, Drummond cambia su propiedad en el valle Helena por tierras en el valle Avon. Se instala en Toodyay (Australia Occidental), bautizando su granja Hawthornden (que era el nombre ancestral de su nacimiento). Hacia febrero de 1838, las instalaciones están prestas y trae a su esposa e hija. Inicialmente Drummond trabajó arduamente para establecerse, para más tarde declinar hacia sus hijos Thomas y James.

## Colectando paraHooker
Aunque no recibía ninguna financiación para colectar flora, Drummond continuó recolectando especímenes vegetales. En 1839 recibe una carta de Sir William J. Hooker, quien le pide semillas y plantas, y le ofrece disponer de colecciones en su nombre. Y también invita a Drummond para remitirle artículos sobre la flora de la "Colonia Swan River", que Jackson publicaría en su Journal of Botany. Así, varias cartas de Drummond a Hooker se publican, pudiendo hacerse más conocido en esa época.
En los siguientes catorce años, Drummond hace numerosas expediciones botánicas. En agosto de 1839, expediciona a Rottnest Island en compañía de John Gilbert y de Ludwig Preiss, y hará dos jornadas al Guangan ese año. En 1840 irá en expedición al King George Sound, ayudando a identificar una planta venenosa causante de muchas muertes de ganado en el área. En 1841 se va a investigar por más tierras al este de su propiedad en Toodyay. La expedición, que incluía al Capitán John Scully, Samuel Pole Phillips y Johnston Drummond, descubren vastas extensiones de tierras de pasturas que hoy se conocen como planicies de Victoria. Siguiendo esa expedición, Drummond trae lo que hoy se conoce como 1ª colección de Drummond.
Drummond hace cuatro expediciones en 1842. La primera fue al Distrito Vasse; la segunda al territorio inexplorado alrededor de lo que hoy es la ciudad de Moora; la tercera a Wongan Hills con Gilbert y Johnston Drummond; la cuarta a la esquina sudoeste de Australia, con Gilbert. Además de colectar plantas, Drummond también realiza grandes colecciones de musgos y hongos durante 1842 a 1843. Esas colecciones que Drummond prepara y despacha en 1843 se llaman actualmente 2ª colección de Drummond.
Durante fines de 1843 a 1844, Drummond hace varias jornadas exploratorias con su hijo Johnston, que rápidamente se convierte en un recolector experto botánico y zoólogo. Cerca de fin del año 1843, ambos expedicionan al norte y este de Bolgart. Y luego comenzarían una más amplia expedición al "King George Sound", y tan al este como al Cabo Riche. Los especímenes colectados en tal expedición forman lo que hoy se conoce como 3ª colección Drummond.
En 1844, una severa recesión pone a la familia Drummond en graves deudas financieras, perdiéndose la propiedad familiar. Drummond y su hijo Johnston comienzan a planear como vivir enteramente de las colecciones, discutiendo en ir a Australia Meridional, o a India, pero nada ocurre y encima Johnston Drummond fallece en julio de 1845. Entre 1845 a 1846, las dificultades financieras impiden a Drummond realizar más expediciones, pero a finales de 1846 es informado que se lo beneficia con una pensión de £200 por parte del Gobierno Británico por servicios prestados a la Botánica. Así inmediatamente se prepara para otras jornadas. Ahora va en compañía de George Maxwell, atravesando el sur hacia Porongorup y a las Cadenas montañosas Stirling Range, extensamente exploradas por ambos, y luego hacia el sur de King George Sound, para tomar al este a lo largo de la costa por cinco días; resultando en la 4ª colección Drummond, que completa en julio de 1847.
Hace otra expedición en 1848, por la costa sud hacia Mount Barren. Intenta ir aún más lejos, pero la cordillera Barren estaba tan rica en nuevas especies que considera no necesario avanzar. Despacha la 5ª colección Drummond a Londres en junio de 1849. Cuando Hooker la recibe le escribe en su Revista que "raramente ha quedado tan sorprendido por el número de finas y remarcables especies arribadas en un solo despacho desde cualquier país".
En 1850, Drummond se une a una expedición comercail para establecer una ruta para el ganaddo a Champion Bay. Ocupa 1851 en Champion Bay con su hijo John. Retorna a Toodyay en diciembre, y en los siguientes meses escribe una serie de artículos sobre "Botany of the Northwestern District of Western Australia", que se publicarán en cinco capítulos en Perth Gazette en abril de 1852, y más tarde reimpresos por Hooker. Su 6ª Colección, hecha en Champion Bay el año anterior, se envió a finales del 1852.

## Últimos años
Por último Drummond cesó en recolectar. Se retira a Hawthornden, donde tenía sus viñedos y jardines, manteniendo ocasionales correspondencia con Hooker y con otros botánicos. Así permaneció en un tranquilo retiro por diez años. Fallece el 26 de marzo de 1863 y es sepultado en Hawthornden, al lado dee su hijo Johnston. Su mujer fallecerá un año después, y sepultada a su lado.
James Drummond Jr. transfiere las enormes colecciones paternas a to Ferdinand von Mueller, que luego sería Botánico Gubernamental de Victoria, y sería la base del Herbario Estatal de Victoria.

## Legado
James Drummond fue autor de siete especies vegetales:
- Dasypogon hookeri
- Verticordia grandis
- Diuris picta
- Drakaea livida
- Gastrolobium leakeanum
- Hakea victoria, Real Hakea
- Boronia molloyae, Boronia alta

## Honores
Más de cien especies se nombraron en su honor, de las cuales sesenta permanecen válidas. Hall (1978) pone una cita de Joseph Maiden cuando escribió 

"Fue lejos el más exitoso colector de flora de Australia Occidental de su tiempo."

El Monte Drummond se nombra en su honor por John Septimus Roe en 1848. Roe, que había explorado el área del Monte Barren en búsqueda de tierras de pasturas al mismo tiempo que Drummond recolectaba allí, le pone a ese monte su nombre luego que encontrara señales de su paso.
En 1948 un memorial en honor de los naturalistas John Gilbert y James Drummond se erige en bustos cerca de Drakewood por las sociedades ornitológicas e históricas.
El hermano de James Drummond: Thomas Drummond, también naturalista, acompañado de su colega Sir John Franklin en sus exploraciones a los Territorios del Noroeste de Canadá en 1819-1822. De sus hijos, Johnston fue un respetado explorador botánico; James fue miembro del Western Australian Legislative Council, y John primer Inspector Colonial de Policía Nativa. Su más joven hija Euphemia fue famosa en su vida como la última sobreviviente colona en arribar en el Parmelia de 1905 hasta su deceso en 1920.